# پارک‌های تولی و سرزمین حیات‌وحش
پارک‌های تولی و سرزمین حیات‌وحش (به لاتین: Thuli Parks and Wildlife Land) یک منطقه حفاظت‌شده و رود در زیمبابوه است که در Beitbridge (District) and Gwanda (District), Zimbabwe. واقع شده‌است.